# Modła (Mława)
Pour les articles homonymes, voir Modła.
Modła (prononciation : [ˈmɔdwa]) est un village polonais de la gmina de Wieczfnia Kościelna dans le powiat de Mława de la voïvodie de Mazovie dans le centre-est de la Pologne.
Il se situe à environ 3 kilomètres au nord-est de Wiśniewo (siège de la gmina), 4 kilomètres au sud de Mława (siège du powiat) et à 106 kilomètres au nord-ouest de Varsovie (capitale de la Pologne).

## Histoire
De 1975 à 1998, le village appartenait administrativement à la voïvodie de Ciechanów.